# Joaquín Nin-Culmell
Joaquín Maria Nin-Culmell (Berlim, 5 de setembro de 1908 — Berkeley (Califórnia), 14 de janeiro de 2004) foi um compositor, pianista e professor cubano, naturalizado norte-americano de relevância internacional.
Era irmão da escritora Anaïs Nin.